# Atherothrombose
Atherothrombose definiert das klinische Syndrom, bestehend aus atherosklerotischer Plaqueruptur, kombiniert mit inflammatorischen und prothrombotischen systemischen und lokalen Veränderungen in der Zirkulation, und stellt mit ihren akuten Manifestationen im koronaren, zerebralen und peripheren arteriellen Gefäßsystem die häufigste Todesursache in der westlichen Welt dar, mit immenser medizinischer, epidemiologischer und gesundheitspolitischer Bedeutung.

## Entstehung, Risikofaktoren und Folgen
Die Atherosklerose wird durch bindegewebige Wucherungen und fettige Ablagerungen (Plaques) an den Innenwänden der Arterien verursacht. Durch diese Plaques verengen sich die Blutgefäße, und der Bluttransport in die Gewebe wird behindert. Im Laufe der Zeit können die Plaques instabil werden und aufbrechen. Das sich auf der aufgebrochenen Plaque bildende Blutgerinnsel (Thrombus) droht dann, die Arterie zu verstopfen (Atherothrombose). Sind die Herzkranzgefäße betroffen, ist eine Angina Pectoris oder ein Herzinfarkt häufig die Folge, bei Befall der Hirn- oder Halsarterien kann es zum Hirnschlag oder zur transitorischen ischämischen Attacke (TIA) kommen. Atherothrombose ist eine multifaktorielle Erkrankung, bei der Rauchen, Bluthochdruck, Adipositas, Diabetes mellitus und ein zu hoher Cholesterinspiegel zu den wichtigsten Risikofaktoren zählen. Weltweit sind die meisten Todesfälle auf Atherothrombose zurückzuführen.